# Klenovac (Zaječar)
Klenovac (Servisch cyrillisch Кленовац) is een plaats in de Servische gemeente Zaječar. De plaats telt 250 inwoners (2002).